# Szunnyadó vérebek
A Szunnyadó vérebek (eredeti cím: Sleeping Dogs) 2024-ben bemutatott amerikai bűnügyi filmthriller, amelyet Adam Cooper rendezett nagyjátékfilmes rendezői debütálásában. A forgatókönyvet Cooper és Bill Collage adaptálta E. O. Chirovici Tükrök könyve (2017) című regénye alapján. A főbb szerepekben Russell Crowe, Karen Gillan és Marton Csokas látható.
Amerikában 2024. március 22-én mutatták be a mozikban. Magyarországon április 18-án jelent meg a Prorom Entertainment Kft. forgalmazásában.

## Cselekmény
Roy Freeman Alzheimer-kórban szenvedő, nyugalmazott gyilkossági nyomozó. Kísérleti kezelésen vesz részt, hogy visszanyerje emlékeit. Egy nap hívást kap Emily Dietztől, a börtönlakók pártfogójától. Dietz arra kéri, találkozzon Isaac Samuellel, a Dr. Joseph Wieder meggyilkolása miatt hamarosan kivégzésre kerülő rabbal. Samuel szerint Freeman egykori társa, Jimmy Remis nyomozó kényszerítette őt a vallomásra. Freeman átnézi régi aktáit, majd találkozik Remisszel, és megkérdezi, miért nem nézték át a másik gyanúsítottjuk, Richard Finn aktáit, akinek az ujjlenyomataival tele volt Dr. Wieder háza. Remis biztosítja afelől, hogy utána fog nézni az ügynek.
Freeman értesül Finn váratlan haláláról. Van egy röpke emléke arról, ahogyan Finn a gyilkosságot követő napon Dr. Wieder háza előtt áll. A temetésen találkozik Finn néhány családtagjával, és megkap egy kéziratot, amelyet a férfi írt. Ez részletezi Finn Dr. Wiederrel és Finn szerelmével, Laura Bainesszel töltött idejét, aki Dr. Wiederrel dolgozott együtt a szakdolgozatán.
Röviddel Dr. Wieder meggyilkolása után Laura Baines értesül arról, hogy a Dr. Wiederrel folytatott kutatásaiért nem kap semmilyen elismerést, ezután a nő eltűnik. Freeman találkozik Finn özvegyével, aki felidézi Finn heves beszélgetését Dr. Elizabeth Westlake-kel. A nyugalmazott detektív találkozik a doktorral is, meglepetésére a nő azonnal felismeri őt. Finn folyamatosan követte Dr. Westlake-t, félelmet keltve benne. Freeman rájön: Baines és Dr. Westlake ugyanazon személy. Átadja Dr. Westlake-nek Finn kéziratának egy példányát.
Freeman ezután találkozik Wayne Devereaux-val, Dr. Wieder egyik korábbi páciensével. Devereaux elmondja, Dr. Wieder, Finn és Dr. Westlake szenvedélyes vitába keveredett egymással. Dr. Westlake megérkezik Freeman házához, visszaadni a kéziratot, de cáfolja, hogy ő és Finn szerelmesek lettek volna egymásba. Miután Dr. Westlake távozik, Devereaux megpróbálja elgázolni Freemant egy kisteherautóval.
A részleges, de visszatérő emlékei alapján Freeman elmegy egy bárba, ahová régebben gyakran járt. A jelenlegi csapostól kap néhány információt egy korábbi dolgozóról, Diane Lynchről. Freeman ezután elmegy Dr. Wieder házába, ahol a kertben elásva talál egy baseballütőt. Megjelenik Dr. Westlake/Laura Baines, nyomában Remisszel. Elkezdik elmagyarázni, mi közük volt Dr. Wieder meggyilkolásához. Miután Baines elolvasta Finn kéziratát, rájött, amiatt Devereaux is gyanúba keveredne. Ennek a felfedezésnek az alapján Freeman most már megérti, hogyan kapcsolódik a nő Finn és Devereaux halálához. Remis magyarázkodni kezd Freemannek, de mielőtt befejezhetné mondandóját, Baines lelövi őt. Ezután célba veszi Freemant, de a haldokló Remis hátba lövi. Halála előtt Remis elmondja, mindent Freemanért tett.
Freeman emlékei folyamatosan visszatérnek. Emlékszik rá, ahogyan Devereaux megemlíti a csapos Lyncht, mint Dr. Wieder egyik szexuális áldozatát. Freeman most már rájön, hogy a kocsmában dolgozó nő a volt felesége. Diane-t Dr. Wieder kezelte, próbálva megszabadítani alkoholista apjával kapcsolatos fájdalmas emlékeitől. Dr. Wieder kihasználta Diane-t, és felvételt készített róla közösülés közben. Freeman látta a felvételt, dühös lett, és elhatározta, megöli Dr. Wieder-t. A gyilkosság után Remis segített társának elkerülni a jogi következményeket. Freeman tettei miatt azonban Samuel ártatlanul töltött tíz évet börtönben.

## Szereplők
| Szerep            | Színész             | Magyar hang       |
| ----------------- | ------------------- | ----------------- |
| Roy Freeman       | Russell Crowe       | Kőszegi Ákos      |
| Laura Baines      | Karen Gillan        | Nemes Takách Kata |
| Dr. Joseph Wieder | Marton Csokas       | Czvetkó Sándor    |
| Jimmy Remis       | Tommy Flanagan      | Viczián Ottó      |
| Richard Finn      | Harry Greenwood     | Dányi Krisztián   |
| Wayne Devereaux   | Thomas M. Wright    | Király Attila     |
| Dana Finn         | Elizabeth Blackmore | Czető-Fritz Éva   |
| Diane Lynch       | Lynn Gilmartin      | Keviczky Szilvia  |
| Isaac Samuel      | Pacharo Mzembe      | Pál Tamás         |
| Susan Avery       | Paula Arundell      | Nyakó Júlia       |
| Catherine Finn    | Jane Harber         | Roatis Andrea     |

### Magyar változat
- Bemondó: Welker Gábor
- Magyar szöveg: Roatis Andrea és Muráth Péter
- Hangmérnök és szinkronrendező: Kelemen Tamás
- Vágó: Orosz Dávid
- Gyártásvezető: Molnár Melinda
- Rendezőasszisztens: Fazekas Eszter
- Produkciós vezető: Kovács Anita

A szinkront a Dream Voice Stúdió készítette el.

## A film készítése
A film Adam Cooper és Bill Collage adaptációja E.O. Chirovici Tükrök könyve című regényéből, a rendezői feladatokat Cooper látta el. Matthew Goldberg, Cliff Roberts és a Highland Film Group vezérigazgatója, Arianne Fraser volt a vezető producer.
2022 augusztusában Russell Crowe-t jelölték a főszerepre. 2023 februárjában Karen Gillan, Marton Csokas, Harry Greenwood és Thomas M. Wright csatlakozott a szereplőgárdához.
A forgatás 2023 februárjában kezdődött az ausztráliai Victoria államban, és májusban ért véget.

## Bemutató
2022 novemberében bejelentették, hogy a Highland Film Group megállapodott az Egyesült Királyságban a Signature Entertainmenttel a forgalmazási szerződésekről. Ausztráliában a Galaxy Pictures (a Rialto Distribution és a Vertigo Releasing közös vállalkozása) forgalmazza.
A Szunnyadó vérebek 2024. március 22-én jelent meg az Amerikai Egyesült Államokban a The Avenue forgalmazásában.